# Schaal Sels 2011
Il Schaal Sels 2011, ottantaseiesima edizione della corsa, valida come evento dell'UCI Europe Tour 2011 categoria 1.1, si svolse il 28 agosto 2011 su un percorso di 213,4 km. Fu vinta dal lituano Aidis Kruopis, che terminò la gara in 4h53'12" alla media di 43,66 km/h.
Furono 94 i ciclisti che portarono a termine il percorso.

## Ordine d'arrivo (Top 10)
| Pos. | Corridore            | Squadra         | Tempo    |
| ---- | -------------------- | --------------- | -------- |
| 1    | Aidis Kruopis        | Landbouwkrediet | 4h53'12" |
| 2    | Jacob Fiedler        | NSP             | s.t.     |
| 3    | Michael Van Staeyen  | Topsport Vl.    | s.t.     |
| 4    | Kevin Peeters        | Landbouwkrediet | s.t.     |
| 5    | Alexander Candelario | Kelly Benefit   | s.t.     |
| 6    | Jonas Van Genechten  | Wallonie Brux.  | s.t.     |
| 7    | Remco Te Brake       | Cycl. de Rijke  | s.t.     |
| 8    | Yoeri Havik          | Cycl. de Rijke  | s.t.     |
| 9    | Timothy Dupont       | Jong Vlaan.     | s.t.     |
| 10   | Stefan van Dijk      | Verandas Wil.   | s.t.     |